# Tallskaten
Tallskaten är ett naturreservat i Järnboås socken i Nora kommun i Örebro län.
Området är naturskyddat sedan 1999 och är 24 hektar stort. Reservatet består av gammal granskog, hällmarker, partier med sumpskog och lövrik barrskog.